# Mississippikulturen

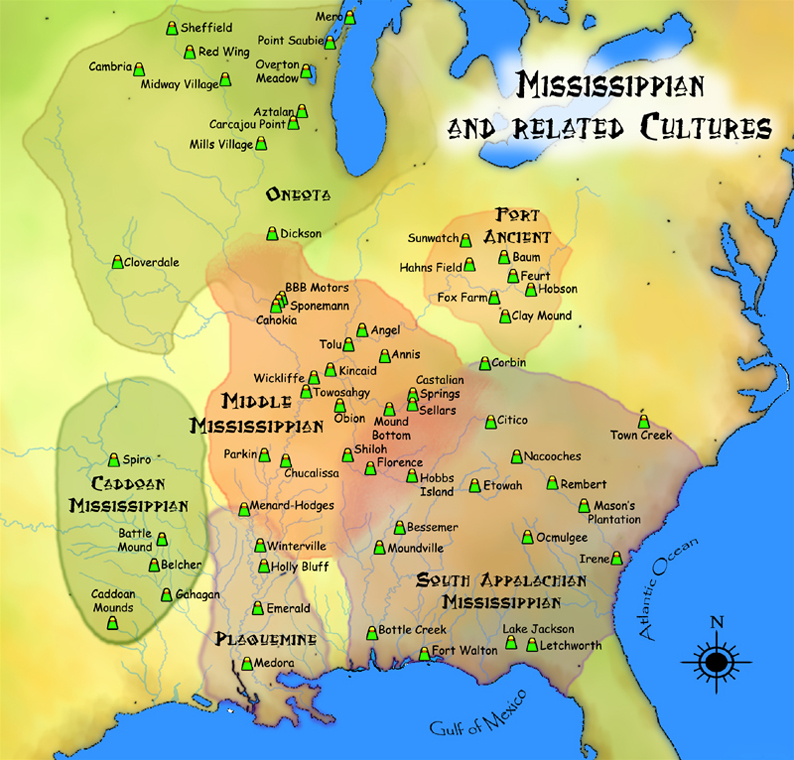
Mississippikulturens och närbesläktade arkeologiska kulturers utbredningsområden.

Mississippikulturen är det namn forskningen givit den högbyggande arkeologiska kultur, som blomstrade 800-1500 e.Kr., i vad som nu är Mellanvästern och den amerikanska Södern. Mississippikulturens bärare var förfäder till de flesta indiannationer som levde i området under historisk tid, framförallt i det sydöstra skogsområdet. Bland dessa kan nämnas cherokeer, chickasawer, choctawer, creeker, quapawer och seminoler.

## Arkeologiska karaktäristika

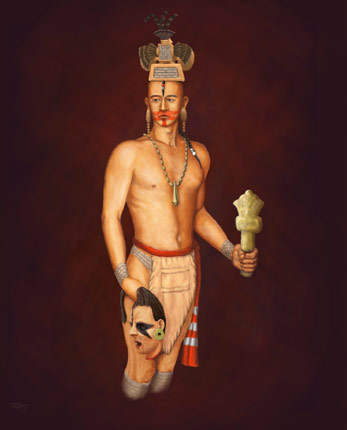
En konstnärs framställning av kultledare.

1. Pyramidhögar eller plattformshögar med byggnader.
2. Storskaligt majsbaserat jordbruk vilket försörjde stora befolkningar och hantverksspecialister.
3. Ostronskal som tempering vid keramikframställning.
4. Medlemskap i handelsnätverk som förband Klippiga Bergen, Stora sjöarna, Mexikanska golfen och Atlanten.
5. Hövdingadömen där den religiösa och politiska makten var förenad.
6. Institutionaliserad social stratifiering.
7. Geografiska centrum med stora högkompleх och periferier med eller utan högar.
8. Ett ceremonikompleх vilket manifesterade avancerade religiösa idéer och en komplicerad kult.

Mississippikulturens människor saknade skriftspråk, men bearbetade råkoppar för ceremoniellt bruk.

## Kronologisk utveckling

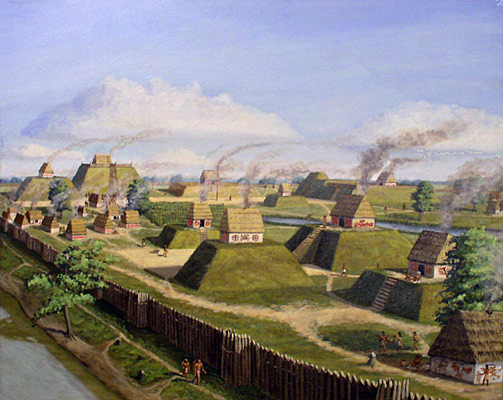
Ett rekonstruerat befolkningscentrum ca år 1300.

- Early Mississippi 1000-1200: Olika grupper ersatte stamsamhället med ett levnadssätt vilket karaktäriserades av komplicerade sociala strukturer, bofasthet, centralisering och jordbruk. Överskottsproduktion i jordbruket och uppkomsten av regionala hövdingadömen ledde till inflyttning till större befolkningscentra.
- Middle Mississippi 1200-1400: Detta är Mississippikulturens höjdpunkt. Cahokia och andra komplexa hövdingedömen samt det avancerade ceremonikompleхets spridning kännetecknar denna period.
- Late Mississippi 1400-1500: Denna period karaktäriseras av intensivare krigföring, politiskt kaos och befolkningsomflyttningar. Befolkningen i Cahokia flyttar bort. Fler försvarsverk och färre spår av högbyggnader och ceremonialism visas. I de flesta områden hade kulturen gått under innan den första kontakten med européerna. Mississippikulturens kollaps har satts i samband med Lilla Istidens torka och avtagande avkastning inom jordbruket i kombination med avskogning och ett alltför intensivt lokalt jakttryck.  Europeiska sjukdomar, inte minst smittkoppor, följt av engelska slavräder, ledde därefter till ett demografiskt och socialt sammanbrott och i de historiska källorna, som börjar vid slutet av 1600-talet, framträder kraftigt omstrukturerade samhällen.

## Historisk tid

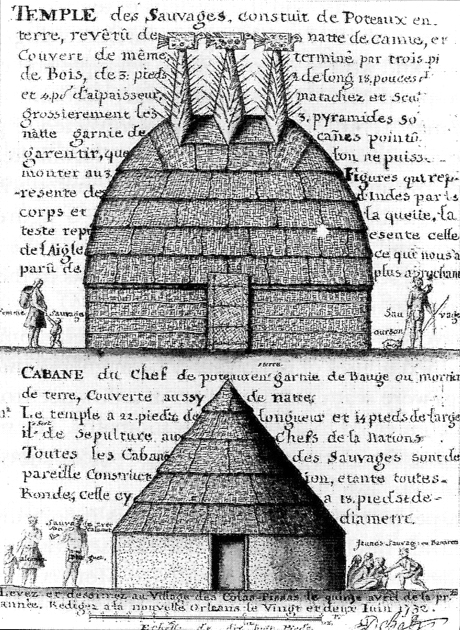
Teckning från 1730-talet som visar tempel och härskarhus.

Spanska expeditioner under Hernando de Soto och andra sammanträffade med hövdingadömen av Mississippityp kring mitten av 1500-talet. Många sociopolitiska element av Mississippityp fanns ännu bland några indianfolk ända till slutet av 1600-talet eller längre. De historiska källorna har gett en bild av dessa samhällen, som varit av stor betydelse för tolkningen av det arkeologiska materialet.
Forskningen presenterar följande nyckelelement i de historiska samhällen som varit hövdingdömen av Mississippityp:
1. Ett hövdingadöme kontrollerades av en enda ledarskapshierarki.
2. I toppen på ledarskapshierarkin fanns en härskare - vanligen en man, men ibland en kvinna - vilken troddes ha halvgudomlig ställning och härstamma från solen.
3. Tron på härskarens gudomlighet förstärktes genom en anfäderskult vilken fokuserade på hans direkta förfäder och genom ett utvecklat regelverk som avskiljde honom från andra samhällsmedlemmar.
4. Hövdingadömena administrerades från byar med en eller flera plattformshögar.
5. Plattformshögarna var centrum för de politiska och religiösa institutionerna. Härskaren bodde i ett hus på en hög, medan tempelbyggnaden - där hans förfäders ben bevarades och där den heliga elden ständigt brann - fanns på en annan.
6. När härskaren dog förstördes byggnaden han bott i och ett nytt jordlager placerades ovanpå husresterna på högen. Ovanpå detta uppfördes en ny byggnad för den nye härskaren. Samma procedur ägde förmodligen även rum för templet på den andra högen.
7. Härskaren hade viss kontroll över det livsmedelsöverskott som samhället producerade och även över de föremål av ekonomiskt värde som fanns i samhället.